# Giovanni Battista Naldini

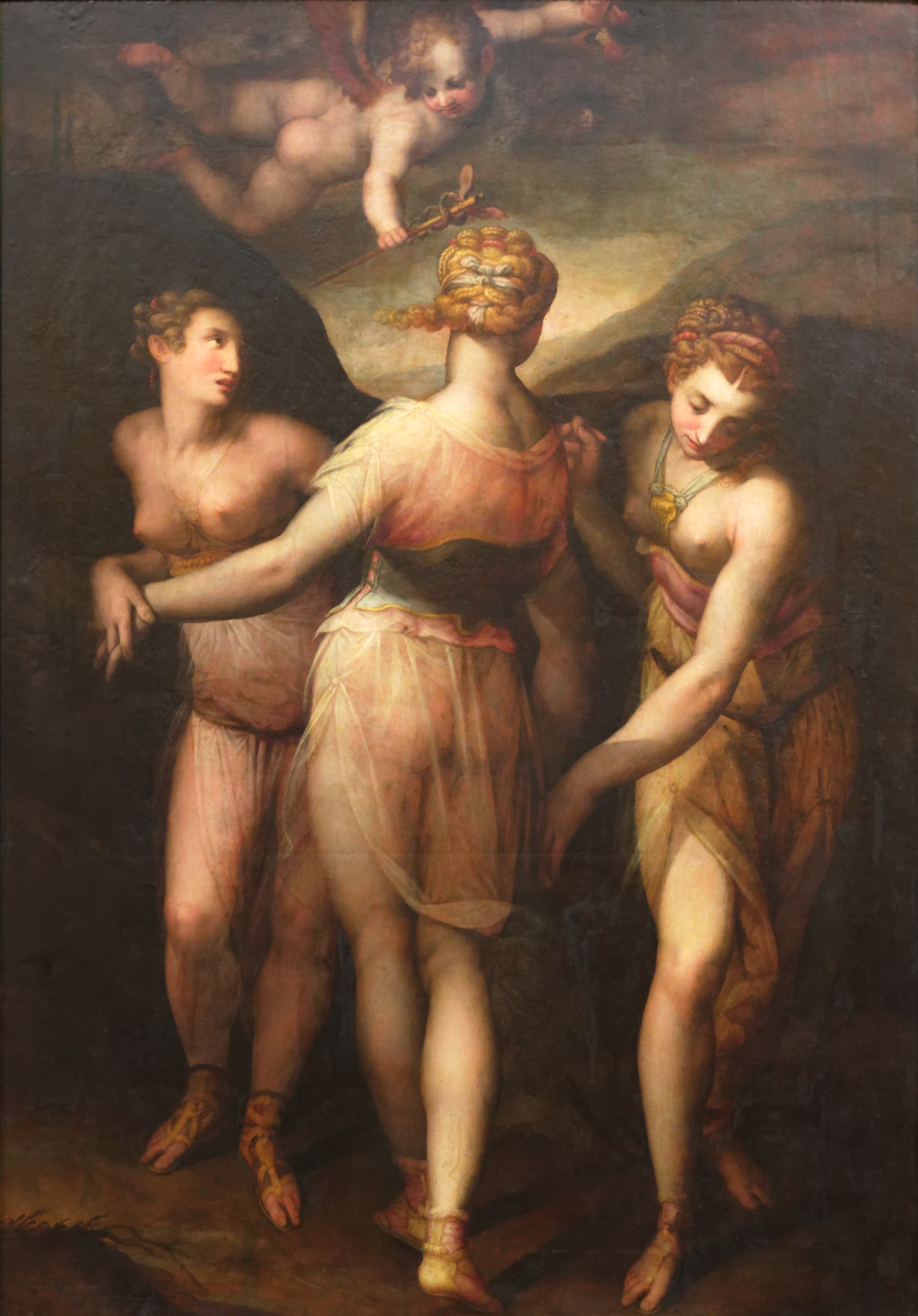
Les Trois Grâces, Musée des beaux-arts de Budapest, Collection Esterházy.

Giovanni Battista Naldini (né le 3 mai 1535 à Florence - mort en 1591) est un peintre italien du XVIe siècle, dont l'œuvre se rattache à la période du maniérisme tardif à Florence.

## Biographie
Giovanni Battista Naldini est élève, entre 1549 et 1557, dans l'atelier du Pontormo.
Revenu d'un voyage de plusieurs mois à Rome en 1560, il est recruté par Giorgio Vasari en 1562 et il peint deux toiles chargées, maniéristes, pour le Studiolo de François Ier de Médicis au Palazzo Vecchio : l'Allégorie des rêves et la Recherche de l'ambre gris. En 1563, il fut un des membres fondateurs de l'Accademia del Disegno de Florence.
Il assista également Vasari pour la décoration des obsèques de Michel-Ange en 1564, et pour le mariage de François Ier de Médicis en 1565.
Il fournit des retables pour Santa Maria Novella et Santa Croce, la Conversion de saint Matthieu pour la chapelle Salviati de San Marco avec Francesco Morandini.
Il revint à Rome à la fin des années 1570 où il collabora avec Balducci aux fresques de la Chapelle Altoviti à l'Église de la Trinité-des-Monts.
Son style est décrit (par  Freedberg) comme un « lointain dérivé  de celui d'Andrea del Sarto. »
Il a eu comme élève Domenico Cresti, Giovanni Balducci, Francesco Curradi et Domenico Passignano.

## Œuvres
- Repos lors de la fuite en Égypte (1560-1570), huile sur peuplier, 44 × 31 cm, Wallace Collection, Londres[1]
- Madone de consolation, Sant'Agostino, Prato.
- Montée au calvaire, Badia Fiorentina, Florence.
- Pietà et saints, Hôpital des Innocents, Florence.
- Résurrection de Lazare, chapelle Salviati, couvent San Marco, Florence.
- Fresque du tombeau de Michel-Ange, nef de Santa Croce, Florence.
- Etude d'homme nu, soulevant une pierre[2], sanguine et très légers rehauts de blanc, H. 0,345 ; L. 0,233 m. Au verso : Tête de Christ à la sanguine et rehauts de blanc. Cette feuille se rattache à la Mise au tombeau  de la chapelle Verrazzano à Santa Croce, peinte en 1583[3].

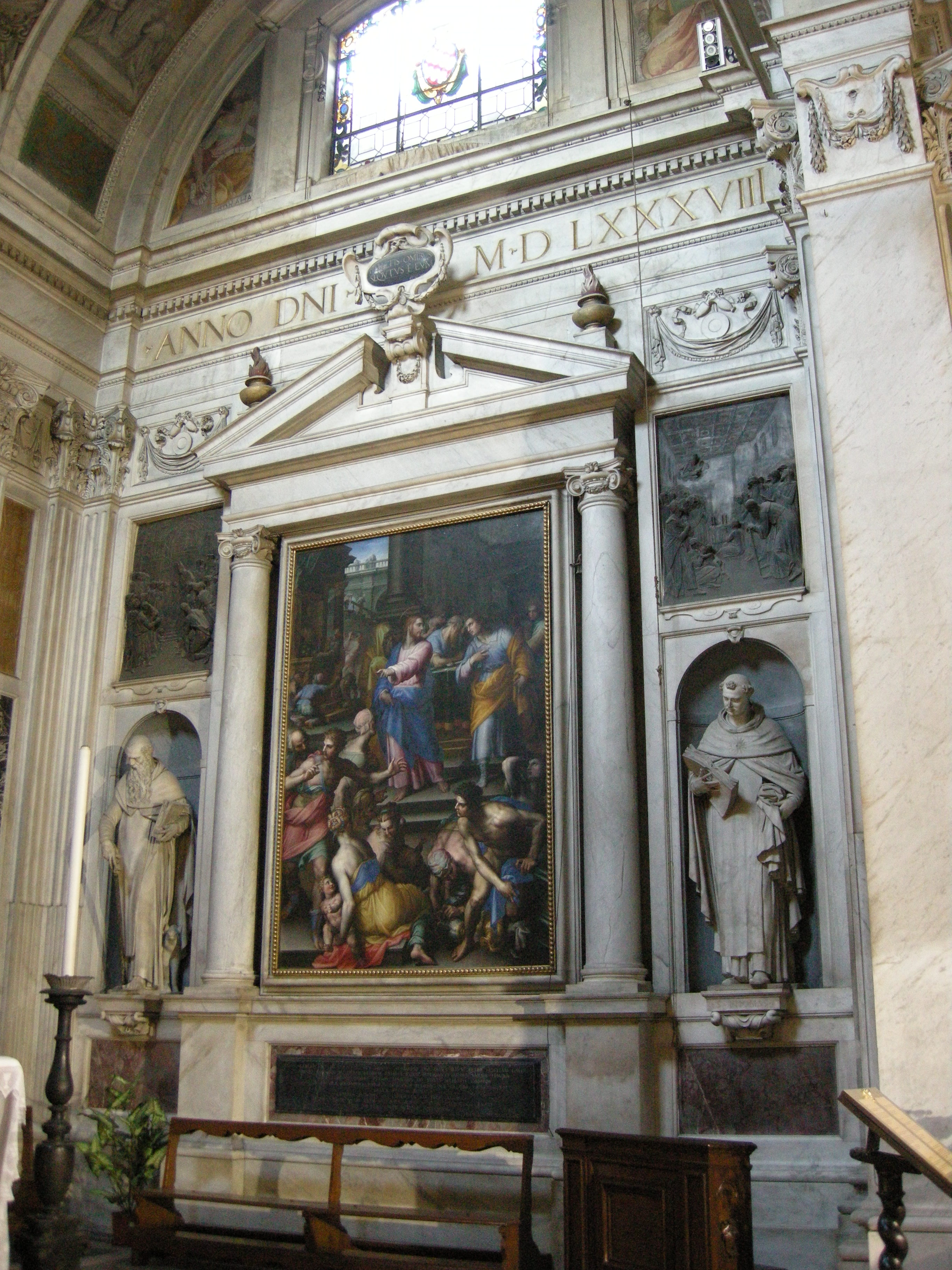
Vocation de saint Matthieu, chapelle Salviati de la Basilique San Marco, Florence.
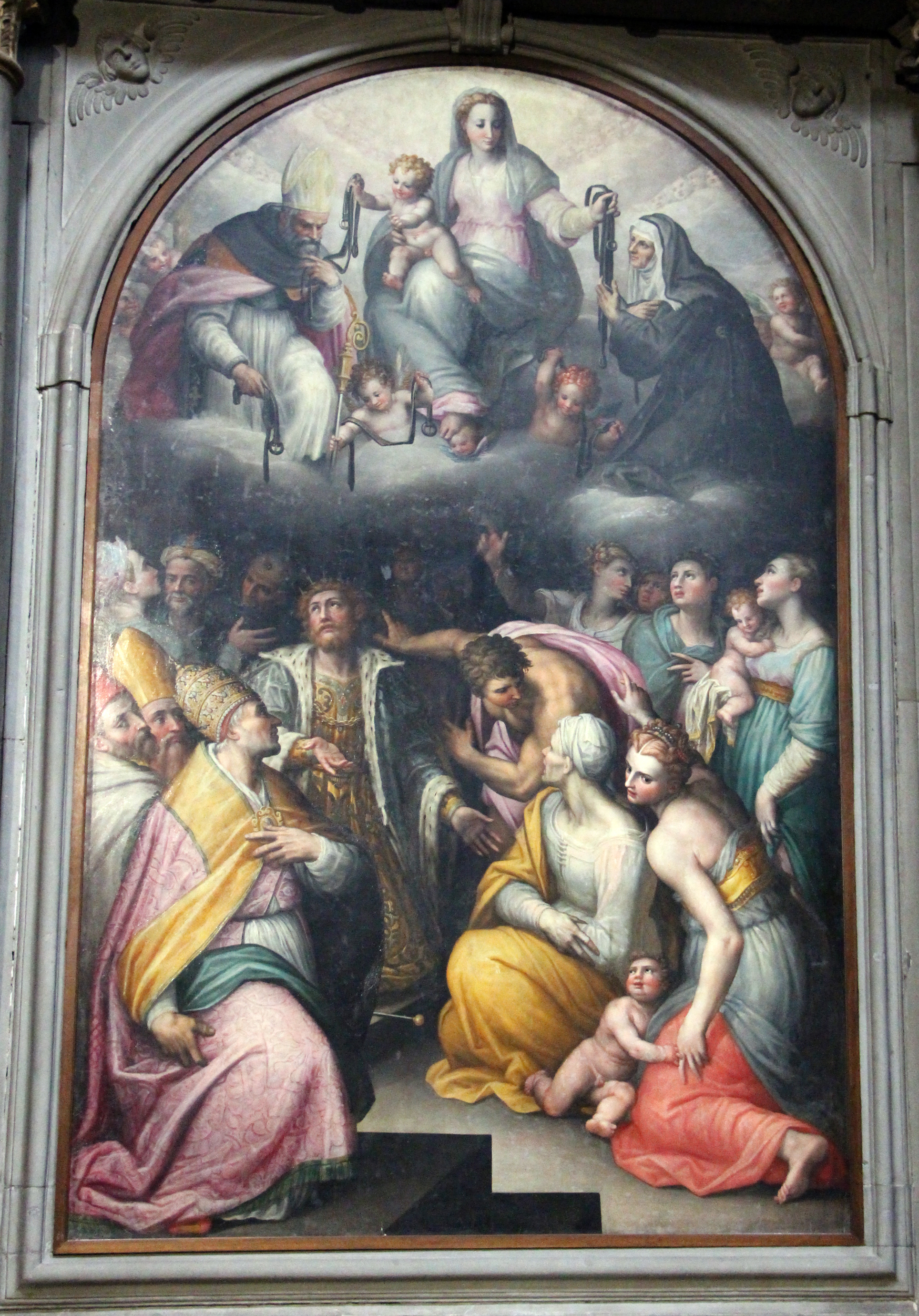
Madone de consolation, Prato.
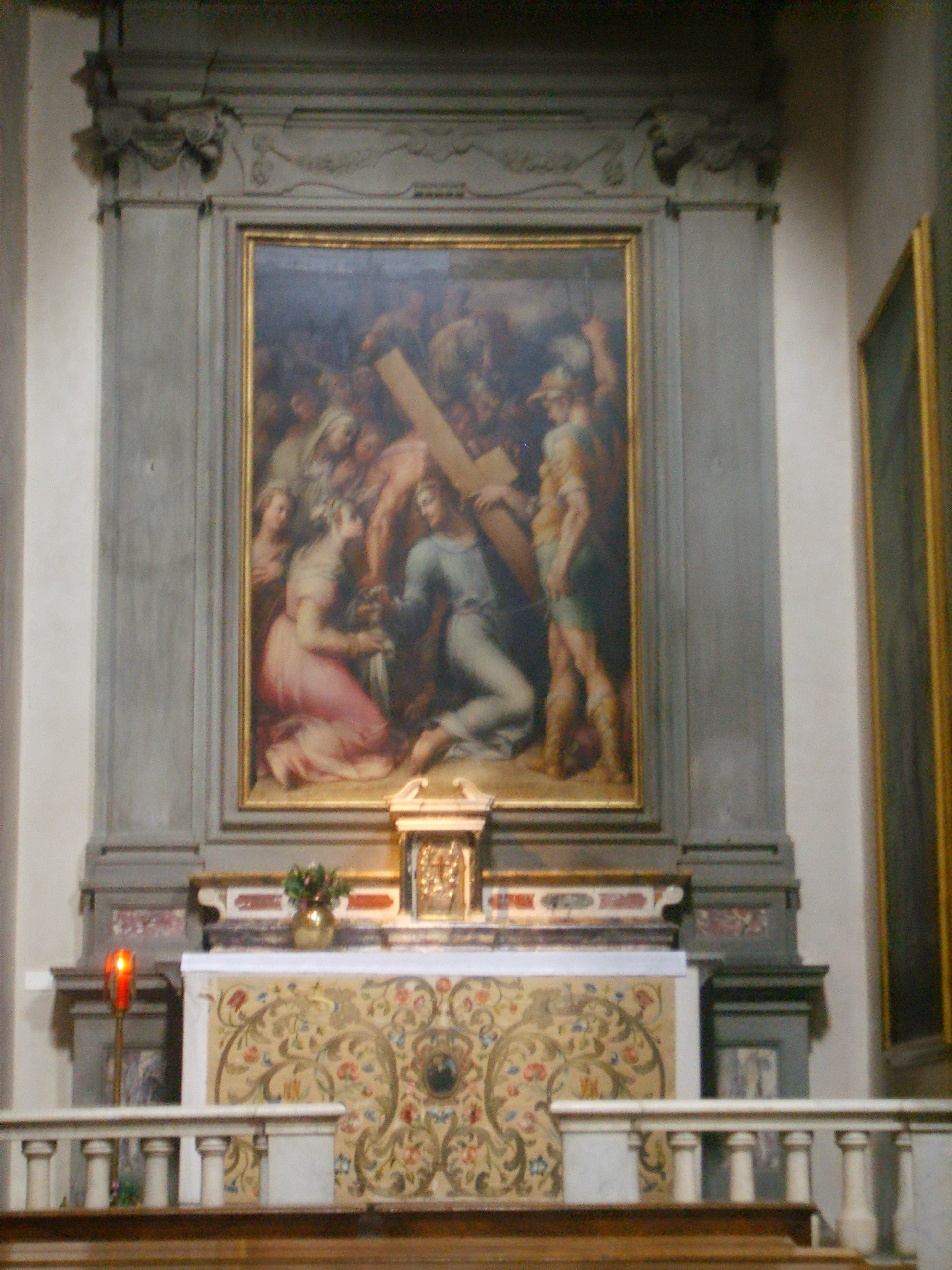
Montée au calvaire, Badia Fiorentina, Florence.
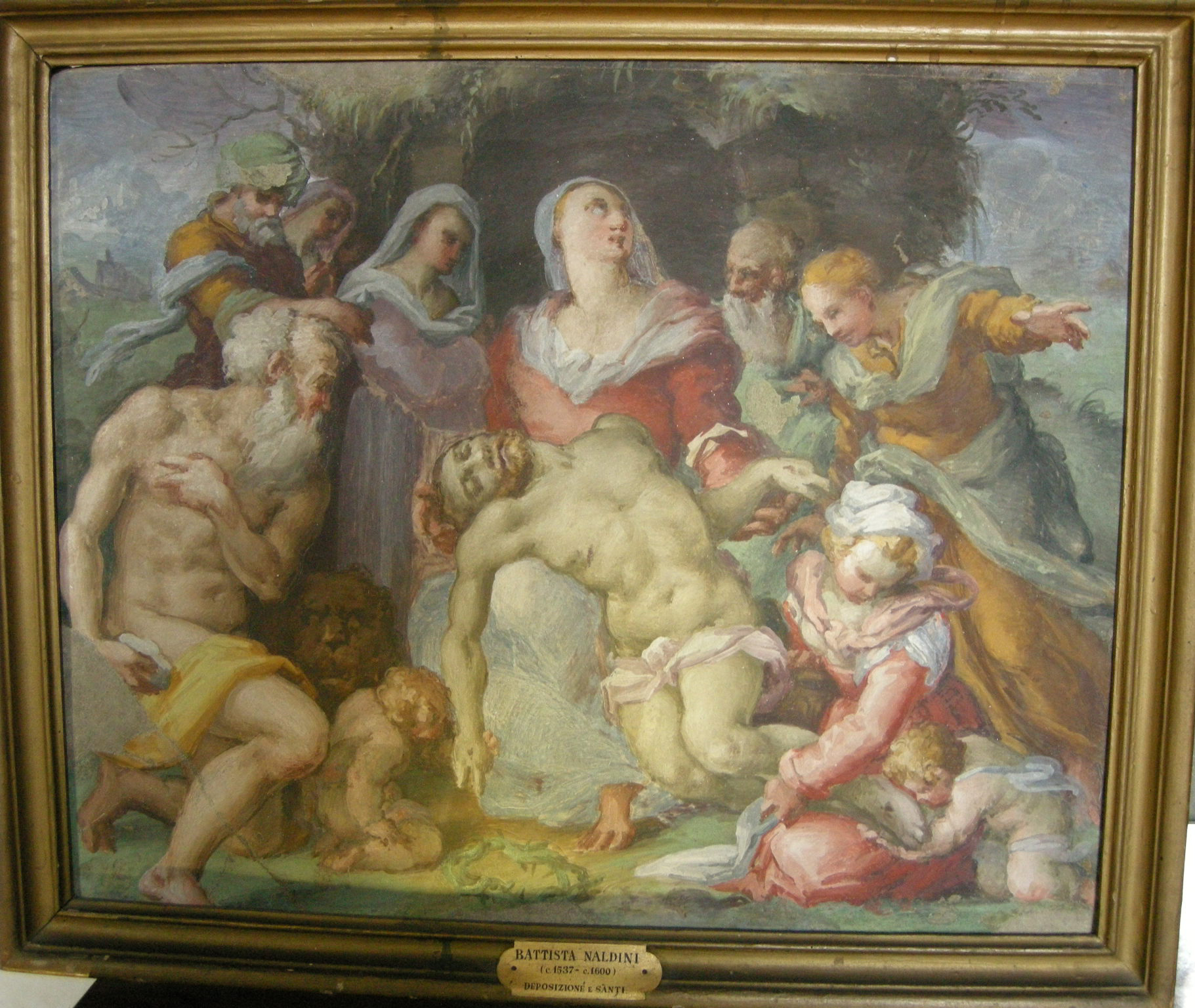
Pietà et saints, Hôpital des Innocents; Florence.